# Championnat de France de rugby à XV 1944-1945
Navigation
1943-1944 1945-1946
Le championnat de France de rugby à XV de première division 1944-1945 est remporté par le SU Agen qui bat le FC Lourdes en finale.

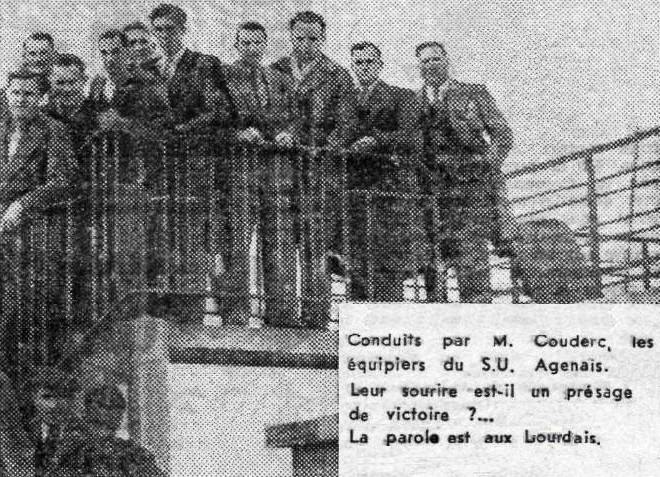
L'équipe championne de France en avril 1945.

Cette finale est exceptionnellement disputée un samedi.
La compétition est disputée par 126 clubs, avec une organisation très compliquée qui a dû être modifiée en cours de saison. Trente-deux clubs participent à la phase finale.

## Contexte
La Coupe de France de rugby à XV est elle aussi remportée par le SU Agen, qui bat l'AS Montferrand le 13 mai en finale.

## Huitièmes de finale
4 mars 1945
| Lieu | Équipe 1         | Équipe 2            | Résultat |
| ---- | ---------------- | ------------------- | -------- |
| ?    | Stade toulousain | US Montélimar       | 18-0     |
| ?    | Aviron bayonnais | CA Brive            | 11-9     |
| ?    | SU Agen          | Biarritz olympique  | 18-6     |
| ?    | AS Montferrand   | CA Bègles           | 20-8     |
| ?    | FC Lourdes       | Stade bordelais UC  | 22-0     |
| ?    | FC Lyon          | Stade montluçonnais | 6-5      |
| ?    | US Fumel         | AS Roanne           | 21-10    |
| ?    | USA Perpignan    | US Vichy            | 23-8     |

## Quarts de finale
18 mars 1945 (le match nul Fumel-USAP sera rejoué le 25 mars 1945)
| Lieu     | Équipe 1         | Équipe 2         | Résultat      |
| -------- | ---------------- | ---------------- | ------------- |
| Bordeaux | Stade toulousain | Aviron bayonnais | 7-6           |
| ?        | SU Agen          | AS Montferrand   | 12-7          |
| Narbonne | FC Lourdes       | FC Lyon          | 23-3          |
| Toulouse | US Fumel         | USA Perpignan    | 3-3 puis 14-3 |

## Demi-finales
| Date           | Lieu     | Équipe 1   | Équipe 2         | Résultat |
| -------------- | -------- | ---------- | ---------------- | -------- |
| 25 mars 1945   | Bordeaux | FC Lourdes | Stade toulousain | 9-8      |
| 1er avril 1945 | Toulouse | SU Agen    | US Fumel         | 16-0     |

## Finale
| Équipes        | SU Agen - FC Lourdes |
| Score          | 7-3, |
| Date           | 7 avril 1945 |
| Stade          | Parc des Princes, Paris |
| Arbitre        | Lucien Barbe |
| Les équipes    | |
| SU Agen        | Emile Beziat, Jean Clavé, Jean Londaitsbéhère, Albert Ferrasse, Robert Landes, Jean Matheu-Cambas, Guy Basquet, Louis Cadaugade, Fernand Conquéré, Guy Maurel, Georges Baladié, Charles Calbet, Pierre Genestine, Robert Carabignac, Camille Bonnet |
| FC Lourdes     | Albert Grave, Pierre Mouthe, Daniel Saint-Pastous, Robert Soro, Georges Baudean, François Soro, Jean Prat, Jean Augé, René Barzu, Charles Peyrade, Léon Bordenave, René Lhoste, Guy Faget, Bettino Pallavicini, Jean Laborde-Grangé                 |
| Points marqués | |
| SU Agen        | 1 essai par Conquéré 1 drop de Bonnet |
| FC Lourdes     | 1 essai de Auger |

Afin de mieux distinguer les maillots des deux équipes, les joueurs du FC Lourdes ont dû porter le maillot de leurs rivaux de l'AS Tarbes. Lhoste joue avec Lourdes après avoir commencé la saison avec Tarbes et quitté cette équipe qui était passé au rugby à XIII en cours de saison.